# گله‌دار (مهر)
گَله‌دار شهری از توابع بخش گله‌دار شهرستان مُهر در جنوب استان فارس و در مرز استان فارس و استان بوشهر است.
از آثار باستانی این شهر می‌توان به تنب پذو و پیر اشاره کرد. در اطراف شهر گله دارِ مُهر نخلستان‌های زیادی وجود دارد. گله‌دار در حدود ۷۵ الی ۸۰ سال پیش یعنی در اولین تقسیمات کشوری، به دهستان تبدیل شد و بعد از چندین دهه دهستان بودن به بخش ارتقاء یافت و بعدها تبدیل به شهر شده و الان یک شهر است.

## تاریخچه
نام پیشین منطقه گله‌دار، پال بوده‌است. پال در روزگاران باستان پناهگاه مردم بندر سیراف به هنگام حملات دزدان دریایی بود. در سدهٔ یازدهم قمری، ملا فریدون‌خان اولادمیرزالی با هزار خانوار از منطقه بویراحمد طایفه اولادمیرزالی به صحرای پال و اسیر کوچ می‌کنند و پس از مدتی کوچ‌نشینی در ۶ کیلومتری باختر پال نشیمن می‌گزینند. گفته می‌شود که چون ملا فریدون و قبیله‌اش دارای گله و رمه‌هایی بودند، به سکونتگاه آنان نام گله‌دار داده‌شد.

## جغرافیا
آب و هوای گله‌دار در تابستان گرم و خشک، و در زمستان سرد و خشک است. دمای هوا در تابستان به‌طور معمول ۳۵ درجه سانتیگراد و در بعضی مواقع به ۴۸ هم می‌رسد. حداقل دما در طول سال ۸ درجه بالای صفر و حداکثر ۶۸ درجه بالای صفر می باشد.
گله‌دار بزرگترین شهر شهرستان مهر از نظر جمعیت و رونق می‌باشد.

## حرفه
شغل اکثر مردم گله‌دار تجارت و کشاورزی است. تجارت و واردات کالا از مرزهای جنوبی کشور شغل بسیاری از مردم گله‌دار است.

## مذهب
دین اکثریت مردم گله‌دار اسلام است. در این شهر بیش از ۸۰ مسجد و مکان‌های مذهبی وجود دارد. تا سال ۱۳۴۵ تعدادی یهودی نیز در این شهر زندگی می‌کردند.